# Satyrium (planta)
Satyrium es un género de orquídeas perteneciente a la subfamilia Orchidoideae. Las 91 especies que comprende se distribuyen principalmente por África subsahariana y Madagascar, cuatro de ellas se extienden por Asia, particularmente India y Sri Lanka. Entre varios miembros del género se producen hibridaciones, lo cual complica los estudios filogenéticos, en particular los basados en las secuencias de ADN mitocondriales y del cloroplasto.
Probablemente el pariente vivo más estrechamente relacionado es Pachites, el cual junto con Satyrium constituye la subtribu Satyriinae, en la tribu Diseae. Otras especies con flores en forma de yelmo como las de Satyrium, por ejemplo, Aceras, Chamorchis y Platanthera, históricamente estaban clasificados en este género. Sin embargo, no están tan estrechamente emparentadas con Satyriinae, por lo que han pasado a formar parte de la tribu Orchideae.

## Especies seleccionadas
| - Satyrium aberrans - Satyrium aceras - Satyrium aculeatum - Satyrium acuminatum - Satyrium acutirostrum - Satyrium adnatum - Satyrium afromontanum | - Satyrium albidum - Satyrium albiflorum - Satyrium alpinum (especie transferida al género monotípico Chamorchis) - Satyrium macrophyllum - Satyrium pumilum - Satyrium nepalense - Satyrium odorum |